# Masicera arcuatipennis
Masicera arcuatipennis är en tvåvingeart som först beskrevs av Macquart 1855.  Masicera arcuatipennis ingår i släktet Masicera och familjen parasitflugor.
Artens utbredningsområde är Ecuador. Inga underarter finns listade i Catalogue of Life.